# West Voe (Housay)

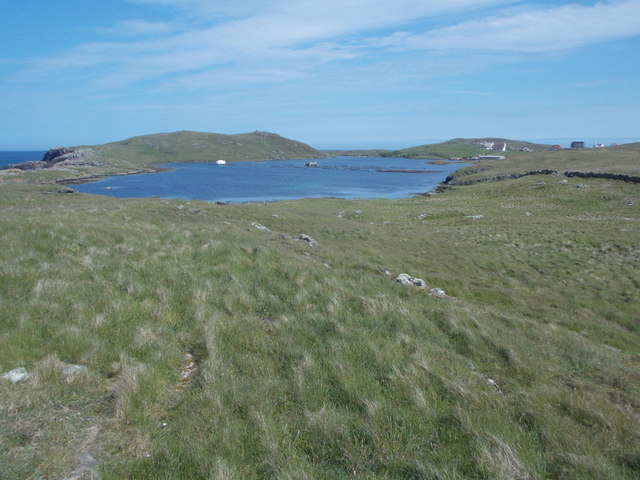
Blick von Südosten auf die Bucht

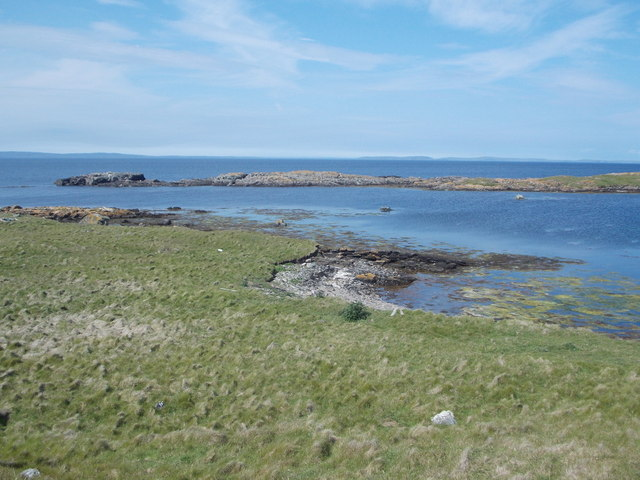
Die Öffnung der West Voe zum Meer

Die West Voe ist eine Meeresbucht (Voe), die im Osten der zu Schottland zählenden Shetlands liegt.

## Geographie
Die West Voe liegt im Westen der Insel Housay in einer wenig besiedelten Gegend. Die nördliche Begrenzung bildet die Halbinsel The Hogg mit dem 43 Meter hohen Berg North Hill im Zentrum. In der Bucht gibt es eine größere Lachsfarm.

## Historisches
Im Rahmen der historischen Gliederung Schottlands in Civil Parishes zählt die West Voe zu Nesting.